# 西川虎次郎
西川 虎次郎（にしかわ とらじろう、1867年9月28日（慶応3年9月1日） - 1944年8月18日）は、日本陸軍の軍人。最終階級は陸軍中将。

## 経歴
福岡県出身。西川与一の二男として生れる。1889年（明治22年）7月、陸軍士官学校（旧11期）を卒業、歩兵少尉に任官し近衛歩兵第2連隊付となる。1891年（明治24年）1月、陸軍戸山学校を卒業。1897年（明治30年）12月、陸軍大学校（11期）を卒業した。日清戦争出征のため、陸大を一時中退し戦後に復校している。1899年（明治32年）6月、参謀本部員となり、1900年（明治33年）には2月から5月、10月から12月と二度清国に派遣された。1902年（明治35年）2月、陸大教官を兼務。同年3月、イギリスに派遣された。
日露戦争では、大本営兵站監部参謀となり、1905年（明治38年）1月、鴨緑江軍参謀として出征。さらに遼東兵站監部参謀長を務めた。同年11月、関東総督府参謀となり、陸大教官、第3師団参謀長などを経て、1913年（大正2年）3月、陸軍少将に進級。歩兵第19旅団長、関東都督府参謀長、参謀本部第4部長を歴任。1917年（大正6年）8月、陸軍中将となり、陸軍歩兵学校長を経て、1918年（大正7年）7月、第13師団長に親補されシベリア出兵に従軍。次いで第1師団長に就任。1922年（大正11年）8月、待命となり、翌年3月、予備役に編入された。

## 栄典・授章・授賞
位階
- 1892年（明治25年）2月3日 - 正八位[1]
- 1907年（明治40年）12月27日 - 従五位[2]
- 1913年（大正2年）1月30日 - 正五位[3]
- 1917年（大正6年）8月30日 - 従四位[4]
- 1919年（大正8年）9月20日 - 正四位[5]
- 1923年（大正12年）4月20日 - 従三位[6]

勲章
- 1895年（明治28年）12月20日 - 勲六等瑞宝章・功五級金鵄勲章[7]
- 1902年（明治35年）5月10日 - 明治三十三年従軍記章[8]
- 1905年（明治38年）11月30日 - 勲四等瑞宝章[9]
- 1906年（明治39年）4月1日 - 功三級金鵄勲章・勲三等旭日中綬章・明治三十七八年従軍記章[10]
- 1915年（大正4年）11月7日 - 旭日重光章[11]
- 1916年（大正5年）5月26日 - 勲一等瑞宝章[12]
- 1940年（昭和15年）8月15日 - 紀元二千六百年祝典記念章[13]

## 親族
- 長男 西川俊元（陸軍大佐）
- 二男 西川亨（海軍大佐）
- 三男 西川修（精神科医）
- 四男 西川貞（陸軍少佐）
- 娘婿 藤村益蔵（陸軍少将）

## 著書
- 『西伯利亜出征私史』偕行社、1925年。